# Caroline Lasser
Caroline Lasser (1975) é uma matemática alemã.
Caroline Lasser estudou matemática na Universidade de Munique, obtendo o diploma em 1999. Esteve depois em 2000 no Instituto Courant de Ciências Matemáticas e na Universidade Técnica de Munique, onde obteve em 2004 um doutorado, orientado por Folkmar Bornemann (e Herbert Spohn), com a tese Conical Energy Level Crossings in Molecular Dynamics. A partir de 2005 dirigiu um grupo de pesquisas júnior, na Universidade Livre de Berlim, onde foi em 2008 professora. Em 2010 foi professora na Universidade Técnica de Munique.
Apresentou em 2018 a Gauß-Vorlesung.
É casada com o matemático Oliver Deiser.

## Livros
- com Oliver Deiser, E. Vogt, D. Werner: 12 x 12 Schlüsselkonzepte der Mathematik, Springer Spektrum 2011, 2. Ed. 2016
- com Oliver Deiser: Erste Hilfe in Linearer Algebra, Springer Spektrum 2015